# Organofosfato
En química orgánica, los organofosfatos, organofosforados, también conocidos como ésteres de fosfato u OPE, son una clase de compuestos organofosforados con la estructura general O=P(OR)3, una molécula central de fosfato con sustituyentes alquílicos o aromáticos. Pueden considerarse ésteres del ácido fosfórico. Los organofosforados son más conocidos por su uso como pesticidas.
Al igual que la mayoría de los grupos funcionales, los organofosforados se presentan en una amplia gama de formas, con ejemplos importantes que incluyen biomoléculas clave como ADN, ARN y ATP, así como muchos insecticidas, herbicidas, agentes nerviosos, retardantes de llama, plastificantes y aditivos de rendimiento para aceite de motor. El bajo costo de producción y la compatibilidad con diversos polímeros hicieron que los OPE se utilizaran ampliamente en la industria, incluida la textil, la del mueble y la electrónica. Estos compuestos se agregan al producto final físicamente en lugar de mediante un enlace químico. Debido a esto, los OPE se filtran al medio ambiente con mayor facilidad a través de la volatilización, la lixiviación y la abrasión. Se han detectado OPE en diversos compartimentos ambientales, como muestras de aire, polvo, agua, sedimentos, suelo y biota, con mayor frecuencia y concentración.
La popularidad de los OPE como retardantes de llama surgió como un sustituto de los retardantes de llama bromados, altamente regulados.
La Segunda Guerra Mundial trajo aparejada una gran revolución de la industria química. En dicho marco aparecieron los organofosforados como desarrollo exclusivamente militar (gases neurotóxicos) y luego de la guerra, con un amplio uso agrícola. Así aparecieron en los 50's el paratión y el malatión, organofosforados que se consolidaron como insecticidas principalmente agrícolas y su uso se incrementó enormemente con la prohibición del uso de los organoclorados.

## Tipos de organofosfatos
Los organofosfatos son una clase de compuestos que abarcan una serie de grupos funcionales distintos pero estrechamente relacionados. Se trata principalmente de ésteres de ácido fosfórico y pueden ser monoésteres, diésteres o triésteres según la cantidad de grupos orgánicos unidos (abreviados como 'R' en la imagen siguiente). En general, los organofosforados artificiales suelen ser triésteres, mientras que los organofosforados biológicos suelen ser monoésteres o diésteres. La hidrólisis de los triésteres puede formar diésteres y monoésteres.
En el contexto de los plaguicidas, los derivados de organofosfatos, como los organotiofosfatos (P=S) o los fosforodiamidatos (P-N), se incluyen entre los organofosfatos. La razón es que estos compuestos se convierten en organofosfatos biológicamente.
En biología, los ésteres de ácido difosfórico y ácido trifosfórico se incluyen generalmente como organofosfatos. La razón es también de carácter práctico, ya que muchos procesos celulares implican los mono, di y trifosfatos del mismo compuesto. Por ejemplo, los fosfatos de adenosina (AMP, ADP, ATP) desempeñan un papel clave en muchos procesos metabólicos.

## Síntesis de organofosfatos

### Alcohólisis de POCl3
El oxicloruro de fósforo reacciona fácilmente con los alcoholes para formar organofosforados. Esta es la ruta industrial dominante y es responsable de casi toda la producción de organofosfatos.
O=PCl
3 + 3 ROH  →  O=P(OR)
3 + 3 HCl
Cuando se utilizan alcoholes alifáticos, el subproducto HCl puede reaccionar con los ésteres de fosfato para dar organoclorados y un éster inferior.
O=P(OR)
3 + HCl  →  O=P(OR)
2OH + RCl
Esta reacción suele ser indeseable y se ve exacerbada por las altas temperaturas de reacción. Se puede inhibir mediante el uso de una base o la eliminación de HCl mediante burbujeo.

### Esterificación del ácido fosfórico y P2O5
Las esterificaciones del ácido fosfórico con alcoholes se producen con menos facilidad que las esterificaciones más comunes de ácidos carboxílicos, y las reacciones rara vez avanzan mucho más allá del monoéster de fosfato. La reacción requiere altas temperaturas, bajo las cuales el ácido fosfórico puede deshidratarse para formar ácidos polifosfóricos. Estos son extremadamente viscosos y su estructura polimérica lineal los hace menos reactivos que el ácido fosfórico. A pesar de estas limitaciones, la reacción tiene un uso industrial para la formación de fosfatos monoalquílicos, que se utilizan como tensoactivos aniónicos. Un atractivo importante de esta ruta es el bajo costo del ácido fosfórico en comparación con el oxicloruro de fósforo.
OP(OH)
3 + ROH  →  OP(OH)
2(OR) + H
2O
El P2O5 es el anhídrido del ácido fosfórico y actúa de manera similar. La reacción produce cantidades equimolares de di- y monoésteres sin ácido fosfórico. El proceso se limita principalmente a los alcoholes primarios, ya que los alcoholes secundarios son propensos a reacciones secundarias indeseables, como la deshidratación.

### Oxidación de ésteres de fosfito y fosfonato
Los organofosfitos se pueden oxidar fácilmente para formar organofosfatos. Esta no es una ruta industrial común, sin embargo, se producen grandes cantidades de organofosfitos industrialmente como estabilizadores antioxidantes para plásticos. La oxidación gradual de estos organofosfitos forma organofosfatos en el entorno humano.
P(OR)
3 + [O]  →  OP(OR)
3
Una alternativa más especializada es la reacción de Atherton-Todd, que convierte un fosfito de dialquilo en cloruro de fosforilo, que luego puede reaccionar con un alcohol para producir un organofosfato y HCl.

### Fosforilación
La formación de organofosforados es una parte importante de la bioquímica y los sistemas vivos la logran utilizando una variedad de enzimas. La fosforilación es esencial para los procesos de respiración anaeróbica y aeróbica, que implican la producción de trifosfato de adenosina (ATP), el medio de intercambio de "alta energía" en la célula. La fosforilación de proteínas es la modificación postraduccional más abundante en eucariotas. Muchas enzimas y receptores se activan o desactivan mediante fosforilación y desfosforilación.

## Productos industriales

### Pesticidas

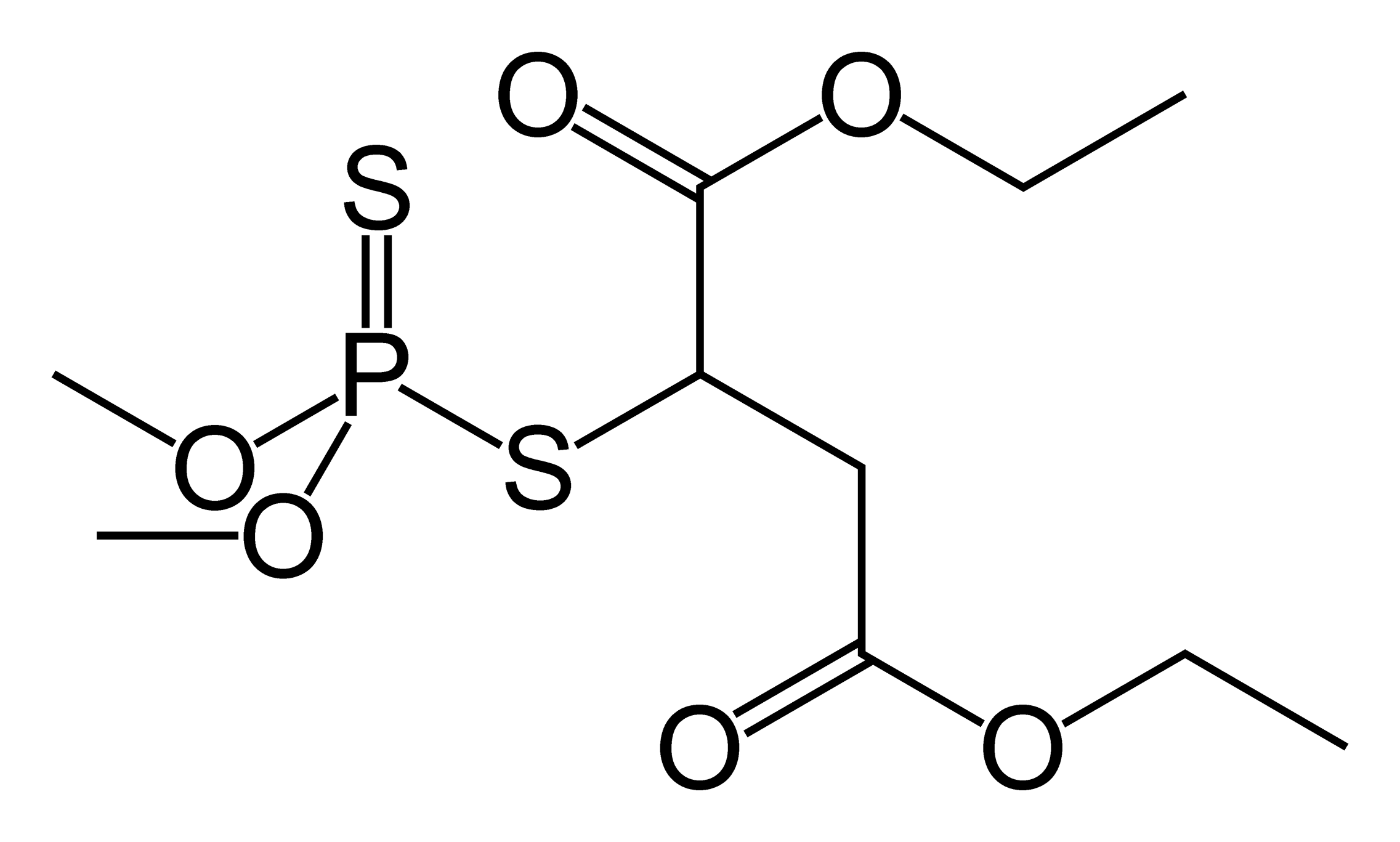
Malatión, uno de los primeros insecticidas organofosforados. Sigue siendo importante como agente de control de vectores.

Los organofosfatos son más conocidos por su uso como pesticidas. La gran mayoría son insecticidas y se utilizan para proteger los cultivos o como agentes de control de vectores para reducir la transmisión de enfermedades propagadas por insectos, como los mosquitos. Las preocupaciones sanitarias han hecho que su uso disminuya significativamente desde principios de siglo. El glifosato a veces se denomina organofosfato, pero en realidad es un fosfonato. Su química, mecanismo de toxicidad y uso final como herbicida son diferentes a los de los insecticidas organofosfatos.
El desarrollo de los insecticidas organofosfatos se remonta a la década de 1930 y generalmente se le atribuye a Gerhard Schrader. En ese momento, los pesticidas se limitaban en gran medida a las sales de arsénico (arseniato de calcio, arseniato de plomo y verde de París) o extractos de plantas de piretrina, todos los cuales presentaban problemas importantes. Schrader estaba buscando agentes más efectivos, sin embargo, mientras que algunos organofosforados resultaron ser mucho más peligrosos para los insectos que para los animales superiores, la efectividad potencial de otros como armas químicas no pasó desapercibida. El desarrollo de insecticidas organofosfatos y los primeros agentes nerviosos se conjugaron, y Schrader también desarrolló los agentes nerviosos tabún y sarín. Los pesticidas organofosfatos no se comercializaron hasta después de la Segunda Guerra Mundial. El paratión fue uno de los primeros comercializados, seguido del malatión y el azinfosmetilo. Aunque los organofosfatos se usaron en cantidades considerables, originalmente fueron menos importantes que los insecticidas organoclorados como el DDT, la dieldrina y el heptacloro. Cuando muchos de los organoclorados fueron prohibidos en la década de 1970, tras la publicación de Primavera silenciosa, los organofosfatos se convirtieron en la clase más importante de insecticidas a nivel mundial. Se comercializaron casi 100, siendo los siguientes una selección variada:
| - Acefato - Azinfos metil - Bensulida - Cloretoxifós - Clorpirifós - Cumafós - Diazinón | - Diclorvos - Dicrotofós - Dimetoato - Disulfotón - Etión - Etoprop - Fenamifos | - Fenitrotión - Fonofos - Isoxatión - Malatión - Metamidofos - Metidatión - Metil paratión | - Mevinfós - Naled - Fosmet - Paratión - Profenofos - Propetanfós - Quinalfos | - Sulfotep - Tebupirimfos - Temefos - Terbufos - Tetraclorvinfos - Triazofos |

#### Mecanismo de acción
Los insecticidas organofosfatos son inhibidores de la acetilcolinesterasa que alteran la transmisión de señales nerviosas en los organismos expuestos, con resultados fatales. El riesgo de muerte humana por envenenamiento por organofosfatos fue obvio desde el principio y condujo a esfuerzos para reducir la toxicidad contra los mamíferos sin reducir la eficacia contra los insectos.
La mayoría de los insecticidas organofosfatos son organotiofosfatos (P=S) o fosforodiamidatos (P-N), ambos inhibidores de la acetilcolinesterasa significativamente más débiles que los fosfatos correspondientes (P=O). Son "activados" biológicamente por el organismo expuesto, a través de la conversión oxidativa de P=S a P=O, hidroxilación, u otro proceso relacionado que los transforma en organofosforados. En los mamíferos, estas transformaciones ocurren casi exclusivamente en el hígado, mientras que en los insectos tienen lugar en el intestino y el cuerpo graso. Como las transformaciones son manejadas por diferentes enzimas en diferentes clases de organismos, es posible encontrar compuestos que se activan más rápida y completamente en los insectos, y por lo tanto muestran una acción letal más dirigida.
Esta selectividad está lejos de ser perfecta y los insecticidas organofosforados siguen siendo extremadamente tóxicos para los humanos, y se estima que mueren cada año debido a envenenamiento intencional (suicidio) o no intencional. Más allá de su toxicidad aguda, la exposición prolongada a los organofosfatos se asocia con una serie de riesgos para la salud, incluida la neuropatía retardada inducida por organofosfatos (debilidad muscular) y neurotoxicidad del desarrollo. Hay evidencia limitada de que ciertos compuestos causan cáncer, incluidos el malatión y el diazinón. Se considera que los niños y los trabajadores agrícolas corren un mayor riesgo.
La regulación de pesticidas en los Estados Unidos y en la Unión Europea han ido aumentando las restricciones sobre los pesticidas organofosfatos desde la década de 1990, en particular cuando se utilizan para la protección de cultivos. El uso de organofosfatos ha disminuido considerablemente desde entonces, habiendo sido reemplazados por piretroides y neonicotinoides, que son efectivos en niveles mucho más bajos. Los casos notificados de intoxicación por organofosfatos en los EE. UU. se han reducido durante este período. La regulación en el sur global puede ser menos extensa.
En 2015, solo 3 de los 50 pesticidas específicos para cultivos más comunes utilizados en los EE. UU. eran organofosfatos (clorpirifos, bensulida, acefato), de estos, el clorpirifos fue prohibido en 2021. No se han comercializado nuevos pesticidas organofosfatos en el siglo XXI.

#### Alternativas
- Utilizar pesticidas de alta degradabilidad y escaso efecto ecotóxico ambiental.
- Actualmente la recomendación es utilizar pesticidas biológicos.
- Recuperar el uso de biopreparados y actualizar técnicas recomendadas por agrónomos (*portal fruticola)
- No emplear pesticidas que no posean una indicación clara de sus componentes activos.
- En el uso agrícola no realizar un uso excesivo de una sola familia de insecticidas, ya que podría generarse resistencia.
- Intercalar productos que tengan un distinto modo de acción.
- Emplear en el uso agrícola insecticidas bajo asesoramiento profesional.
- El asesoramiento profesional debe ser dado por un  técnico agrícola, un veterinario o mejor aún un Ingeniero agrónomo y mayor interés en alguien que sepa la manera de utilizarlos(campesinos, gente agrícola)
- Toda sustancia química regada en un medio ambiente específicamente con la finalidad de eliminar (ácaros, pulgones, collorera del maíz, garrapatas, piojos, moscas, gusanera, e incluso herbicidas), producen una acción del tipo generatica [cita requerida],degenerativa o que logra alterar células o mecanismos, provocando mutagenesis, teratogenesis, cáncer e incluso la muerte

### Retardantes de la llama

Bisfenol-A bis(difenil fosfato), un retardante de llama organofosforado común

Los retardantes de llama se añaden a los materiales para evitar la combustión y retrasar la propagación del fuego después de la ignición. Los retardantes de llama organofosforados son parte de una familia más amplia de agentes a base de fósforo que incluyen fosfonatos orgánicos y ésteres de fosfinato, además de sales inorgánicas. Cuando algunos retardantes de llama bromados destacados fueron prohibidos a principios de la década de 2000, se promovieron los agentes a base de fósforo como sustitutos más seguros. Esto ha llevado a un gran aumento en su uso, con un estimado de 1 millón de toneladas de retardantes de llama organofosforados producidos en 2018. Posteriormente se han planteado preocupaciones de seguridad sobre algunos de estos reactivos, y varios están bajo escrutinio regulatorio.
Los retardantes de llama organofosforados se desarrollaron por primera vez en la primera mitad del siglo XX en forma de fosfato de trifenilo, fosfato de tricresilo y fosfato de tributilo para su uso en plásticos como el nitrato de celulosa y el acetato de celulosa. El uso en productos de celulosa sigue siendo significativo, pero el área de aplicación más grande ahora es en polímeros de vinilo plastificados, principalmente PVC. Los retardantes de llama organofosforados más modernos vienen en 2 tipos principales: compuestos alifáticos clorados o difosfatos aromáticos. Los compuestos clorados TDCPP, TCPP y TCEP son todos líquidos no volátiles, de los cuales el TCPP es quizás el más importante. Se utilizan en poliuretano (aislamiento, mobiliario blando), resinas fenólicas (alambres y cables) y resinas epóxicas (barnices, revestimientos y adhesivos). El más importante de los difosfatos es el bisfenol-A bis(difenilfosfato), con análogos relacionados basados en resorcinol e hidroquinona. Estos se utilizan en mezclas de polímeros de plásticos de ingeniería, como PPO/HIPS y PC/ABS, que se utilizan comúnmente para hacer carcasas para artículos eléctricos como televisores, computadoras y electrodomésticos.
Originalmente se pensaba que los organofosfatos eran un reemplazo seguro para los retardantes de llama bromados, sin embargo, muchos están siendo sometidos a presión regulatoria debido a sus aparentes riesgos para la salud. Los organofosfatos clorados pueden ser cancerígenos, mientras que otros, como el fosfato de tricresilo, tienen propiedades necrotóxicas. El bis(difenilfosfato) de bisfenol-A puede hidrolizarse para formar bisfenol-A, que está bajo un importante escrutinio como potencial químico disruptor endocrino. Aunque sus nombres implican que son un solo producto químico, algunos (pero no todos) se producen como mezclas complejas. Por ejemplo, el TCPP de grado comercial puede contener 7 isómeros diferentes, mientras que el fosfato de tricresilo puede contener hasta 10. Esto hace que sus perfiles de seguridad sean más difíciles de determinar, ya que el material de diferentes productores puede tener diferentes composiciones.